# سوئسکا
سوئسکا (انگلیسی: Suesca) نام شهری در کشور کلمبیا است.